# WASP-17
Désignations
WASP-17, formellement nommée Dìwö, est une étoile de la séquence principale de type spectral F6V située à environ 410 pc (∼1 340 al) du Soleil dans la constellation du Scorpion. Elle est connue pour avoir une exoplanète de type Jupiter chaud, appelée WASP-17 b, dont la masse volumique est la plus faible jamais déterminée et dont l'orbite pourrait être rétrograde.
WASP-17 est nommée Dìwö. Ce nom a été choisi dans le cadre de la campagne NameExoWorlds de 2019 par le Costa Rica. Dans la langue Bribri, parlée au Costa Rica et au Panama, Dìwö signifie « soleil ».